# La Tormenta (EP)
La Tormenta é um extended play (EP) em língua espanhola da artista musical norte-americana Christina Aguilera. É a segunda de três partes que formarão o nono álbum de estúdio de Aguilera, Aguilera, depois de seu antecessor, La Fuerza, lançado em janeiro de 2022. O álbum será uma continuação do oitavo álbum de Aguilera, Liberation (2018), e seu segundo álbum e primeiro álbum em espanhol, Mi Reflejo (2000). O EP foi lançado em 30 de maio de 2022.

## Antecedentes e gravação
Enquanto gravava seu segundo álbum em espanhol em Miami, Aguilera pensou em uma maneira de combater o fato de demorar "muito tempo entre os discos", querendo encontrar uma nova maneira de lançar música. Ela desenvolveu o conceito de um álbum de três partes, com cada parte refletindo um tema diferente: força, vulnerabilidade e cura. A primeira parte do álbum, La Fuerza (em português: "A Força"), que era sobre força e feminilidade, foi lançado em 21 de janeiro de 2022. Apresentou os singles "Pa Mis Muchachas" com Becky G, Nicki Nicole e Nathy Peluso, "Somos Nada" e "Santo" com Ozuna foram lançados em outubro e novembro de 2021 e janeiro de 2022, respectivamente. La Fuerza foi recebido com críticas positivas e estreou no número 2 na parada de álbuns pop latinos dos EUA. O álbum completo em espanhol, Aguilera, foi lançado em 31 de maio de 2022 e apresenta todas as músicas do EP La Tormenta, bem como seu antecessor La Fuerza, e uma nova versão de "Cuando Me Dé la Gana" com o cantor mexicano Christian Nodal.

## Lista de faixas
| La Tormenta    |                        |                                                                                                 |                                                                                     |         |  |
| N.º            | Título                 | Compositor(es)                                                                                  | Produtor(es)                                                                        | Duração |  |
| 1.             | "Suéltame" (com Tini)  | Christina Aguilera Tini Andrés Torres Federico Vindver Mauricio Rengifo Rafa Arcaute Kat Dahlia | Torres Vindvet Rengifo Arcaute Afo Verde ↑[a] Jean Rodríguez ↑[b]                   | 2:53    |  |
| 2.             | "Brujería"             | Aguilera Vindver Gale Miguel Andrés Martinez Pablo Preciado Arcaute Salomón Villada Hoyos       | Vindver Feid Arcaute Slow Verde ↑[a] J. Rodríguez ↑[b]                              | 2:45    |  |
| 3.             | "Traguito"             | Aguilera Andy Clay Daniel Rondón Vindver Dahlia Arcaute Rafael Rodríguez                        | Clay HoneyBoos (Rondón e R. Rodríguez) Vindver Arcaute Verde ↑[a] J. Rodríguez ↑[b] | 3:11    |  |
| 4.             | "Cuando Me Dé la Gana" | Aguilera Vindver Jorge Luis Chacín Dahlia Arcaute Yasmil Marrufo Yoel Henríquez                 | Vindver Arcaute Marrufo Verde ↑[a] J. Rodríguez ↑[b]                                | 3:26    |  |
| 5.             | "Te Deseo lo Mejor"    | Aguilera Elena Rose Vindver Juan Diego Linares Luis Barrera Jr. Arcaute Édgar Barrera           | Vindver Linares L. Barrera Jr. Arcaute E. Barrera Verde ↑[a] J. Rodríguez ↑[b]      | 2:36    |  |
| Duração total: | Duração total:         | Duração total:                                                                                  | Duração total:                                                                      | 14:13   |  |

Notas
- ↑[a]  significa um co-produtor adicional.
- ↑[b]  significa um um produtor vocal.

## Créditos e pessoal
Músicos
| - Christina Aguilera — artista principal, vocais, compositora, letrista (todas as faixas) - Federico Vindver — arranjo, teclados, programação, compositor, letrista (todas as faixas) - Rafa Arcaute — arranjo, teclados, programação, compositor, letrista (todas as faixas) - Andrés Torres — arranjo, teclados, compositor, letrista (faixa 1) - Mauricio Rengifo — arranjo, teclados, compositor, letrista (faixa 1) - Tini — vocal em destaque, artista em destaque, vocais, compositora, letrista (faixa 1) - Kat Dahlia — compositora, letrista (faixas 1, 2, 3, 4, 5), vocais de fundo (faixa 4) - Gale — compositora, letrista (faixa 2) - Miguel Andrés Martinez — compositor, letrista (faixa 2) - Pablo Preciado — compositor, letrista (faixa 2) - Salomón Villada Hoyos — compositor, letrista (faixa 2) - Feid — arranjo, teclados, programação (faixa 2) | - Slow — arranjo, teclados, programação (faixas 2, 3) - Andy Clay — arranjo, teclados, programação, compositor, letrista (faixa 3) - Daniel Rondón — arranjo, teclados, programação, compositor, letrista (faixa 3) - Rafael Rodríguez — arranjo, teclados, programação, compositor, letrista (faixa 3) - Yasmil Marrufo — arranjo, teclados, programação, compositor, letrista, vocais de fundo (faixa 4) - Jorge Luis Chacín — compositor, letrista, vocais de fundo (faixa 4) - Yoel Henríquez — compositor, letrista, vocais de fundo (faixa 4) - Juan Diego — arranjo, teclados, programação, compositor (faixa 5) - Luis Barrera Jr. — arranjo, teclados, programação, compositor, letrista (faixa 5) - Édgar Barrera — arranjo, teclados, programação, compositor, letrista (faixa 5) - Elena Rose — compositora, letrista (faixa 5) |

Técnico
| - Jaycen Joshua — masterização, mixagem (todas as faixas) - Federico Vindver — gravação (todas as faixas) - Rafa Arcaute — gravação (todas as faixas) - Feid — gravação (faixa 2) - Slow — gravação (faixa 2) - Jean Rodríguez — gravação (faixas 1, 2, 3 e 4), produtor vocal (todas as faixas) | - Afo Verde — co-produtor (todas as faixas) - Ray Charles Brown, Jr. — gravação (faixas 1, 2, 3 e 4) - Andy Clay — gravação (faixa 3) - Yasmil Marrufo — gravação (faixa 4) - Felipe Trujillo — assistência de engenharia (todas as faixas) - Morgan David — assistência de engenharia (todas as faixas) |

Créditos adaptados do Tidal e Genius.

## Histórico de lançamento
| Região | Data               | Formato                    | Versão | Gravadora        | Ref.          |
| ------ | ------------------ | -------------------------- | ------ | ---------------- | ------------- |
| Várias | 30 de maio de 2022 | Download digital streaming | Padrão | Sony Music Latin | [ 10 ] [ 13 ] |